# Borostomias
Borostomias (Regan, 1908) è un genere di pesci ossei marini appartenenti alla famiglia Stomiidae.

## Distribuzione e habitat
Il genere ha distribuzione cosmopolita. La specie B. antarcticus è presente, sebbene rara, nel mar Mediterraneo occidentale.
Sono pesci meso e batipelagici che possono spingersi a profondità anche superiori ai 2500 metri. Effettuano migrazioni nictemerali, ovvero si trovano a profondità minori durante la notte.

## Descrizione
Sono tipici Stomiidae con ampia bocca armata di lunghi denti. I fotofori sono disposti sulla superficie ventrale del corpo, piccoli mentre dietro l'occhio vi è un fotoforo molto più grande. Un lungo barbiglio è presente sulla mandibola, porta un fotoforo all'estremità. Le scaglie sono assenti. La pinna dorsale è in posizione relativamente anteriore, con l'origine grossomodo in corrispondenza delle pinne ventrali. Il colore è nero. La taglia non supera le poche decine di centimetri.

## Tassonomia
Il genere comprende 6 specie:
- Borostomias abyssorum
- Borostomias antarcticus
- Borostomias elucens
- Borostomias mononema
- Borostomias pacificus
- Borostomias panamensis